# 圣尤斯特歇斯
圣尤斯特歇斯（荷蘭語：Sint Eustatius），又称斯塔提亚（由原住民命名），是加勒比海背风群岛的一个岛屿，原属荷属安的列斯，現為荷蘭的特别市（公共实体），與同為荷蘭特別市的博奈尔和薩巴合稱為「BES群島」。
圣尤斯特歇斯岛位于加勒比海北部，面积21平方公里，人口约为2500人。首府奥拉涅斯塔德。
名字由来是为了纪念公元二世纪罗马皇帝哈德良统治时期的殉难者圣尤斯特歇斯而命名的。

## 历史
该岛原为印第安人中的加勒比人居住地，1493年被克里斯托弗·哥伦布发现。在之后的150年中该岛被许多势力争夺。1636年，被荷兰西印度公司占领，1678年，荷兰西印度公司宣布直接统治该岛。当时，该岛的经济以甘蔗种植为主。18世纪早期，该岛成为犹太人在新大陆的第一批据点之一。
在18世纪，该岛被称为金岩，因为这里是走私和海盗行为的天堂。不管几大强国互相如何封锁，这里的商人却一直抱定有人出价就卖的原则，使得这里一时极度繁荣。
在美国独立战争期间，该岛是美国少数同外界进行贸易的通道之一。1776年11月16日，该岛总督向来访的美国船只安德鲁·多利亚号鸣礼炮致意，成为了第一个事实承认美国的政治实体。1778年，一位英国军官在英国议会表示：“要是圣尤斯特歇斯三年前沉入海中，我们早就搞定乔治·华盛顿了”。圣尤斯特歇斯和美国的良好关系最终导致了第四次英荷戰爭的爆发，荷兰在此战中失败，制海权受到了毁灭性的打击。
1781年2月3日，英国海军将军乔治·罗德尼攻占圣尤斯特歇斯，不久法国夺得该岛。1784年，荷兰重获该岛。由于战事和1780年大飓风的影响，圣尤斯特歇斯的人口从高峰期的20000人急降至3600人，再也没有恢复元气。荷兰也将其在西印度群岛的统治中心移至库拉索岛。
1788年至1950年，圣尤斯特歇斯岛曾经试中过几种庄稼，但都没有成功，现在岛上种植洋葱、薯蓣和白薯并捕捉龙虾出口到波多黎各。
1955年以后旅游业有重大突破，特别是潜水。
2010年10月10日，荷属安的列斯解体后成为荷兰特别行政区，由荷兰直接管辖。将施行荷兰法律与欧盟法律。岛上原有的议会转型成为市政议会，岛总督则成为市长。岛上居民也与其他荷兰本土居民一样有权参与荷兰以及欧洲议会选举投票。2011年起，美元将会成为该岛的正式流通货币。

## 地理

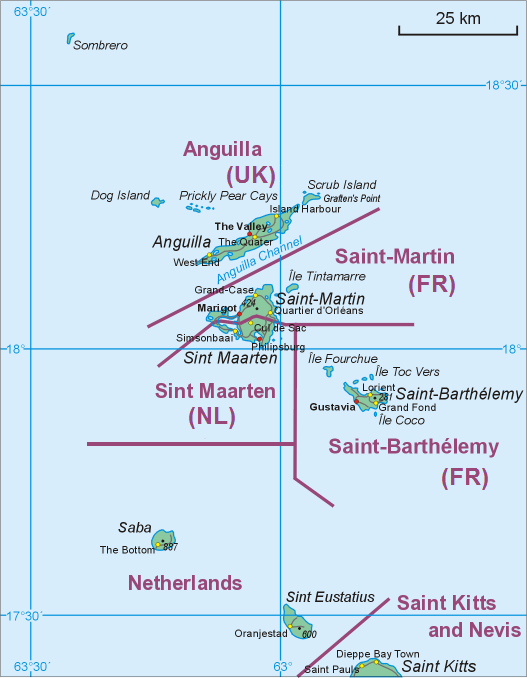
聖尤斯特歇斯與荷属聖馬丁及薩巴相對位置圖，北为荷属圣马丁（Sint Maarten）、西北為萨巴（Saba），以上三地與博奈爾和庫拉索原合稱荷屬安地列斯，現已分別成為荷蘭的构成國或特別市。

聖尤斯特歇斯長 6 英里（10 公里），寬 3 英里（5 公里）。從地形上看，該島呈馬鞍狀，東南部有 602 米高的休眠火山奎爾火山。奎爾火山口是島上的熱門旅遊景點。

### 氣候
聖尤斯特歇斯屬熱帶季風氣候。熱帶風暴和颶風很常見。大西洋颶風季節從 6 月 1 日持續到 11 月 30 日，從 8 月下旬到 9 月達到高峰。

### 自然
由於聖尤斯特歇斯是一個火山島，而且很小，島上所有的海灘都是由黑色的火山沙組成。此島是幾種瀕危海龜的重要築巢地點，例如：綠蠵龜、棱皮龜、紅海龜和玳瑁。

### 國家公園
聖尤斯特歇斯擁有三個陸地和海上自然公園：聖尤斯特歇斯國家海洋公園、Quill/Boven 國家公園和 Miriam Schmidt 植物園。其中兩個具有國家公園的地位。這些地區已被指定為重要鳥類保護區。自然公園由聖尤斯特歇斯國家公園基金會(STENAPA) 維護。

## 人口

### 人口
截至 2019 年 1 月，人口為 3,138，人口密度為每平方公里 150 人。

### 語言
官方語言是荷蘭語，但英語是島上的“日常生活語言”，教育僅使用英語。當地以英語為基礎的克里奧爾語也被非正式地使用。超過 52% 的人口會說一種以上的語言。使用最廣泛的語言是英語 (92.7%)、荷蘭語 (36%)、西班牙語 (33.8%) 和帕皮阿門托語 (20.8%)。

### 宗教
聖尤斯特歇斯主要是宗教是基督教。主要教派是衛理公會28.6%、羅馬天主教23.7%、再臨宗17.8%、五旬節運動7.2% 和聖公會2.6%。

## 經濟
在 18 世紀，聖尤斯特歇斯是加勒比地區最重要的荷蘭島嶼，也是巨大的貿易財富中心。當時它因其巨大的財富而被稱為“金岩”。沿著奧拉涅灣的道路兩旁排列著大量的倉庫；這些倉庫中的大部分現在都被毀了，一些廢墟部分被淹沒在水下。
1795 年法國的佔領是聖尤斯特歇斯大繁榮結束的開始。
根據聖尤斯特歇斯政府網站的說法，“斯塔蒂亞的經濟穩定，在不久的將來可以很好地增長。幾乎沒有失業和熟練的勞動力，我們有適當的基礎設施來確保持續增長。” 政府本身是島上最大的僱主，NuStar Energy擁有的石油碼頭是島上最大的私人僱主。

### 能源和水
Statia Utility Company NV 為該島提供電力，並通過供水網絡為該島的部分地區提供飲用水。電力供應正在迅速實現綠色化。直至 2016 年，所有電力都是由柴油發電機產生的。2016 年 3 月，容量為 1.89 MWp的太陽能園區一期投入運營，覆蓋了整個電力需求的 23%。2017年11月另外增加了 2.15 MWp，總計 14,345 塊太陽能電池板，容量為 4.1 MW，年產量為 6.4 GWh。太陽能園區包括 5.9 MWh 大小的鋰離子電池。這些為電網穩定性和能量轉移提供動力。在晴天，柴油發電機從上午 9 點到晚上 8 點關閉。這是通過SMA Solar Technology生產的並網逆變器實現的。這是世界上首批此類太陽能公園之一，提供島上 40% 至 50% 的電力。

## 參见
- 荷蘭加勒比區
- 罗斯福机场